# Schaakpostzegel

De Estse grootmeester Paul Keres op een postzegel van de Sovjet-Unie 1991

Een schaakpostzegel is een postzegel met een schaakmotief. 
De eerste schaakpostzegel werd uitgegeven in 1947 door Bulgarije met vier andere zegels die de sport betreffen. In 1948 volgde de Sovjet-Unie met drie schaakzegels ter gelegenheid van het wereldkampioenschap te Moskou. Vele andere landen volgden.  

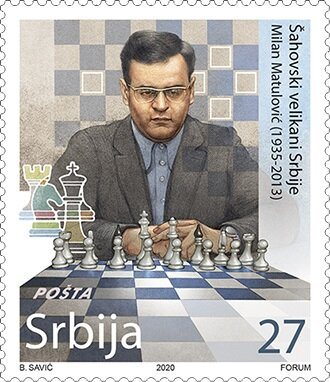
Milan Matulović op een Servische postzegel (op basis van een Nederlandse foto)

België gaf in 1995 een schaakzegel uit in de serie "Volksspelen" en de Nederlandse PTT kwam in 1973 met een velletje kinderzegels met daarop onder andere een afbeelding van een schaakbord en in 1978 verscheen ter gelegenheid van het 18e IBM-schaaktoernooi een zegel van 40 cent. In 2001 werd in Nederland een postzegel met daarop Max Euwe uitgegeven.
Elk jaar verschijnen nieuwe zegels die voor de verzamelaar een verzamelobject vormen. Naar verluidt heeft Garri Kasparov een zeer uitgebreide  verzameling.